# Газопереробні заводи родовища Карандж
Газопереробні заводи родовища Карандж — складові частини облаштування супергігантського нафтового родовища, розташованого в іранській провінції Хузестан.

## Загальний опис
Ще в 1965 році почалась розробка родовища Карандж, з якого по 1999-й видобули 1,65 млрд барелів. Разом з такими значними обсягами нафти отримували багато попутного газу, який тривалий час не використовували — лише в 1995-му почали проєкт закачування його назад у поклад для підтримки пластового тиску. Крім того, без переробки асоційованого газу втрачалась цінна нафтохімічна сировина — зріджені вуглеводневі гази (гомологи метану).
Нарешті 1999 року на родовищі став до ладу газопереробний завод NGL-1500 (типове для іранської нафтогазової промисловості скорочення, де NGL означає Natural Gas Liquids, тобто «зріджені вуглеводневі гази», ЗВГ). Він здатен щодобово приймати 7,7 млн м3 газу з Каранджу та сусіднього родовища Парсі і продукувати з нього 38,4 тисячі барелів ЗВГ та 6,4 млн м3 «легкого газу».
Суміш ЗВГ відправляють на фракціонатор компанії Bandar Imam Petrochemical у Бендер-Імамі. «Легкий» газ первісно повністю закачувався назад у пласти родовищ Карандж та Парсі. Втім, він ще містив суттєву частку гомологів метану, тому в середині 2000-х NGL-1500 став джерелом сировини для газопереробного заводу компанії Marun Petrochemical, який вилучає фракцію С2+ для живлення піролізного виробництва.
Окрім NGL-1500, на Каранзі в 2000 та 2004 роках запустили дві фази газопереробного заводу NGL-1600, куди надходить ресурс із газопереробного заводу Ферашбенд, який обслуговує родовища сусідньої провінції Фарс. Станом на середину 2000-х на NGL-1600 щодобово могло надходити майже 17 млн м3 газу, з якого перед закачуванням у пласти вилучали 1,6 тисячі барелів ЗВГ. Наприкінці 2010-х цей показник становив до 22 млн м3, а за умови реалізації проєкту збільшення видобутку на родовищі Агар могло зрости ще удвічі. Втім, фактичне використання потужностей з підтримки пластового тиску в комплексі Крандж/Парсі може бути далеким від проєктного. Так, до Каранджу можлива закачка 14,1 млн м3 на добу, а до Парсі — 11,1 млн м3, проте в 2014-му фактичні показники становили 5,6 та 2,1 млн м3 відповідно.